# Joan VII Paleòleg
Joan VII Paleòleg fou emperador romà d'Orient durant cinc mesos de l'any 1390. Va assolir el poder a través d'un cop d'estat, seguint l'exemple del seu pare que també havia fet deposar Joan V Paleòleg. Després del seu breu regnat fou nomenat successor de Manuel II Paleòleg i va ser regent durant l'absència d'aquest.

## Al servei d'Andrònic IV
Era fill d'Andrònic IV Paleòleg i de Maria Keratsa de Bulgària (filla del tsar Ivan Alexandre de Bulgària i de Teodora de Valàquia).
El 1376 quan el seu pare va assolir el tron usurpant el lloc de Joan V Paleòleg, el va associar com a coemperador, però després fou deposat i parcialment cegat (1379). Més tard, el seu pare, per ordre del soldà otomà, va rebre Selímbria i altres ciutats com a domini que anteriorment, probablement el 1385, havien estat governades per Andrònic.

## D'emperador a hereu de Manuel II
El soldà otomà Baiazet I estava decebut de l'emperador Joan V perquè havia signat un acord amb ell en el qual els romans d'Orient es comprometien a no atacar els otomans, però aquest pacte l'havia incomplert Manuel II Paleòleg, que li havia presentat batalla a Serres i a Tessalònica; en conseqüència Baiazet va donar suport a Joan VII perquè donés un cop d'estat i enderroqués el seu avi. El 4 d'abril del 1390, després d'un setge de 32 dies a Constantinoble, i va assumir el poder sense violència, ja que no va trobar Joan V per enlloc. El net va donar per fet que l'emperador havia fugit, però en realitat estava amagat a la Porta Àuria de la muralla i allí va romandre fins que el 25 d'agost es va presentar Manuel II amb cinc galeres venecianes. El 17 de setembre Joan V, va sortir de la torre on estava amagat i, amb un grup de fidels seus, va anar a capturar el seu net, el qual no tenia cap defensa preparada i va haver de fugir.
Joan VII es va refugiar a la cort de Baiazet I (17 de setembre del 1390) que el va confirmar com a príncep de Selímbria i altres llocs. Amb ell va viure el seu pare Andrònic fins que va morir el 1385. Finalment es va arribar a un acord i Manuel, que des del 1391 era l'emperador Manuel II Paleòleg i que encara no tenia fills, el va reconèixer com a hereu.
El 1399 Baiazet I va assetjar Constantinoble, i Manuel II va anar a Occident a demanar ajut deixant la regència a Joan VII. La capital es va salvar per la gran victòria del timúrida Tamerlà sobre els otomans en la batalla d'Ankara el 20 de juliol del 1402, que fou seguida de guerres civils i lluites amb els diferents emirs restaurats per Tamerlà.
Joan VII va negociar llavors el retorn de territoris a la costa europea de la Mar de Màrmara i la ciutat de Tessalònica. Quan Manuel II va retornar del seu viatge, Joan VII li va retornar el poder i va rebre el govern de Tessalònica amb el títol personal basileus (emperador), districte que Manuel II havia governat anteriorment en vida del seu pare. Joan VII va governar Tessalònica la resta de la seva vida (del 1403 al 1408) associant al govern al seu jove fill Andrònic V Paleòleg (que tenia uns 3 anys), però que va morir abans que el pare vers el 1407.
Es va casar amb Irene Gattilusio i només se li coneix el fill abans indicat.